# Ariadna Șalari
Ariadna Șalari (n. 27 septembrie 1923, Cetatea Albă, România – d. 3 august 2016, București, România) a fost o prozatoare din Republica Moldova.

## Biografie
A absolvit Institutul Politehnic din București (azi Universitatea Politehnica din București) în 1947 și Institutul de Literatură Maxim Gorki⁠(d) din Moscova în 1959.
A colaborat la revista „Flacăra” între 1947-1949, la București. A revenit în Moldova în 1953. A lucrat ca profesoară la o școală de cultură și a început activitatea literară prin scrierea povestirilor pentru copii. Mai târziu, a scris romane, printre care Valul lui Traian (1968), Tăceri răscolite (1982), Labirintul (1990).
A fost decorată cu Medalia „Meritul Civic” în 1996 și cu Ordinul „Gloria Muncii” în 1998.

## Operă
Opera sa cuprinde:
- Pionierii de la Măgura-Nouă (1953)
- Se-ntâlnesc pământurile (1956)
- Fofo este vigilent (1957)
- Oameni și destine (1961)
- Neastâmpăr (1961)
- Povestea copăcelului (1962)
- De-ale lumii (1964)
- Ploaie cu covrigi (1965)
- Valul lui Traian (1968)
- De-a mijatca cu soarele (1971)
- Printre oameni (1973)
- Ștrengarii (1974)
- Năzdrăvanii (1977)
- Șoapta viorilor (1977)
- Năsturel (1979)
- Alerguș (1981)
- Tăceri răscolite (1982)
- Scrieri alese (1983)
- Labirintul (1990)
- Venetica (1998)

## Aprecieri critice
„Romanele Ariadnei Șalari sunt dur-realiste, încrâncenate, mustind de vviață aspră, răvășitoare sub semnul destinului necruțător (război, foamete, deportări, repatrieri, lagăre de concentrare). Pecetea livrescului se resimte nu doar în stilul baroc, ci și în construcția savantă, în viziunea asupra lucrurilor, hrănită de lecturi dintre cele mai diverse.”—Mihai Cimpoi